# خلة سكاريا
خلة سكاريا قرية فلسطينية من بلدات الضفة الغربية في محافظة بيت لحم، تقع إلى الجنوب من مدينة القدس. وهي من البلدات المحتلة في حرب 1967.

## التاريخ
قد تكون القرية موقع معركة بيت زكريا بين المكابيون اليهود والقوات اليونانية السلوقية خلال تمرد المكابيين ضد الإمبراطورية السلوقية، في عام 162 قبل الميلاد. ومع ذلك، هناك مصادر أخرى تضع معركة بيت زكريا في إسرائيل الحديثة.
تم اكتشاف ثلاثة كهوف مدفونة في الصخور تعود إلى القرن الأول قبل الميلاد، وتم العثور على شظايا فخارية من القرن الأول قبل الميلاد.
في الفترة البيزنطية، توجد كنيسة مهمة هنا، والتي تظهر على خريطة مادبا. منذ ذلك الحين تم بناء مسجد، باسم نبي الله زكريا، على موقع الكنيسة. يتم الحفاظ على بعض أنقاض الكنيسة تحت المسجد. بشكل عام، تم بناء المنازل في القرية على الآثار القديمة والكهوف.[بحاجة لمصدر]
خلال الحقبة الصليبية، ربما كانت كازالي زكريا (بالإنجليزية: Casale Zacharie)‏، مثلها مثل بلدة الخضر القريبة، قرية مسيحية، وقد مُنحت مع الخضر لكنيسة بيت لحم بين عامي 1155 و 1186.
كما تم العثور على شظايا فخارية من العصر المملوكي.

### الدولة العثمانية
في التعداد العثماني 1538-1539، كان خلة سكاريا تتبع ناحية الخليل، بينما في عام 1557، لوحظ أن إيرادات القرية ذهبت إلى إمارة الإمبراطورية العثمانية في القدس.
في عام 1852، زار إدوارد روبنسون المنطقة وأشار إلى أن خلة سكاريا «على رعن شبه معزول أو تل، متجهًا إلى الشمال الغربي بين وديان عميقة؛ وترتبط بالأرض المرتفعة جنوبًا بواسطة رقبة منخفضة بين رؤوس هذين الوديان.»
تشير قائمة عثمانية من حوالي عام 1870 إلى الوالي الإسلامي الشيخ زكريا، الموجود تحت شجرة كبيرة. ولوحظت أيضًا عدة خزانات أرضية، وأن الطريق الروماني القديم المؤدي إلى القدس قد مر منها.

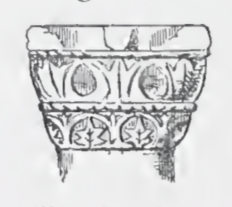
تاج عمود بيزنطي، تمت الإشارة إليه في عام 1873.

في عام 1873، أجرى صندوق استكشاف فلسطين مسحًا في المنطقة ولاحظ:«من الطريق الروماني الرئيسي في الجنوب، يؤدي الطريق إلى هذا الخراب، الواقع على المنحدر، ويطل على الوديان العميقة في الشرق والشمال. بجانب المسار يوجد مربع يقع على بعد حوالي 50 قدمًا من الحجارة المزينة بأحجار كريمة، أما البقايا الموجودة على حافة التلة فهي بقايا قرية كبيرة حديثة بها العديد من المؤسسات القديمة، ويتكون أحد الجدران من حجارة طولها 4 1/2 قدم وارتفاعها قدم تقريبًا، يوجد أيضًا مسجد، به رواق بأعمدة إلى الغرب، انهار أسفل السطح، وعلى الجانب الشمالي من هذا الرواق، توجد دعامة مع تاج عمود (انظر الصورة)، مثل تيجان الأعمدة البيزنطية في القرن الثامن عشر. يبلغ قطرها 2 قدم، وقد أغلق باب المسجد، وربما يمثل موقع الكنيسة التي وقفت ذات يوم في هذا المكان […]».

### النكبة
في 14 يناير 1948، حاولت القوات العربية بقيادة عبد القادر الحسيني السيطرة على التل الإستراتيجي لخلة سكاريا، وبالتالي تقسيم جوش عتصيون إلى قسمين استعدادًا لإخضاعها بالكامل. ومع ذلك، هزمتهم القوات اليهودية في معركة 3 شباط. كان للهزيمة تداعيات إستراتيجية على كل فلسطين - ونتيجة لذلك، ألغى الحسيني خططه لمهاجمة المستوطنات اليهودية، وركز على الهجمات على الطرق.

### الإدارة الأردنية
في أعقاب الحرب العربية الإسرائيلية عام 1948، وبعد اتفاقات الهدنة لعام 1949، أصبحت خلة سكاريا تحت الإدارة الأردنية.

### النكسة
وقعت خلة سكاريا تحت الاحتلال الإسرائيلي بعد انتهاء حرب النكسة عام 1967.

### السلطة الفلسطينية
بعد اتفاقات أوسلو في عام 1995، تم تصنيف كامل أراضي قرية خلة سكاريا على أنها منطقة ج، وهيك بذلك تحت السيطرة الإسرائيلية الأمنية والإدارية الكاملة.
صادرت السلطات الإسرائيلية عدد من أراضي خلة سكاريا لبناء ست مستوطنات إسرائيلية هي:
- 45 دونم لصالح إقامة مستوطنة أفرات.[18]
- 780 دونم لصالح إقامة مستوطنة روش صوريم.[18]
- 920 دونم لصالح إقامة مستوطنة ألون شفوت.[18]
- 41 دونم لصالح إقامة مستوطنة مجدال عوز.[18]
- 420 دونم لصالح إقامة مستوطنة كفر عتصيون.[18]
- 144 دونم لصالح إقامة مستوطنة بات عاين.[18]

## الجغرافيا
تقع خلة سكاريا على بعد 9 كيلومترات هوائية جنوب مدينة بيت لحم. يحدها وادي النيص من الشرق، ونحالين من الشمال، والجبعة من الغرب وبيت أمر وصوريف من الجنوب.

## وصلات خارجية
- ملف قرية خلة سكاريا - معهد الأبحاث التطبيقية - القدس (أريج)
- صورة جوية للقرية